# 深海貽貝屬
深海貽貝屬（學名：Bathymodiolus）是殼菜蛤科的一個古老的屬，主要都生活在海底火山口附近。常見於西太平洋的熱液噴口和深海甲烷冷泉生態系。

## 種類
- 東日本深海貽貝 Bathymodiolus aduloides Hashimoto & Okutani, 1994
- 亞速克深海貽貝 Bathymodiolus azoricus Cosel & Comtet, 1999
- 南極深海貽貝 Bathymodiolus antarcticus S. B. Johnson & Vrijenhoek, 2013
- 凹深海貽貝 Bathymodiolus anteumbonatus Cosel & R. Janssen, 2008
- 巴拿馬深海貽貝 Bathymodiolus boomerang Cosel & Olu, 1998
- 蒲氏深海貽貝 Bathymodiolus brooksi Gustafson, R. D. Turner, Lutz & Vrijenhoek, 1998
- 哥斯達黎加深海貽貝 Bathymodiolus earlougheri McCowin, Feehery & Rouse, 2020
- 愛迪生深海貽貝 Bathymodiolus edisonensis Cosel & R. Janssen, 2008
- Bathymodiolus elongatus Cosel, Métivier & Hashimoto, 1994
- 日本深海貽貝 Bathymodiolus japonicus Hashimoto & Okutani, 1994
- 哈氏深海貽貝 Bathymodiolus heckerae R. D. Turner, Gustafson, Lutz & Vrijenhoek, 1998
- Bathymodiolus hirtus Okutani, Fujikura & Sasaki, 2004
- Bathymodiolus marisindicus Hashimoto, 2001
- Bathymodiolus manusensis Hashimoto & Furuta, 2007
- Bathymodiolus nancyschneiderae McCowin, Feehery & Rouse, 2020
- Bathymodiolus puteoserpentis Cosel, Métivier & Hashimoto, 1994
- Bathymodiolus securiformis Okutani, Fujikura & Sasaki, 2004
- Bathymodiolus septemdierum Hashimoto & Okutani, 1994
- 嗜熱偏頂深海貽貝Bathymodiolus thermophilus 又稱為嗜熱深海偏頂蛤 Kenk & Wilson, 1985

這20種深海貽貝都是深海貽貝屬的物種
還有一些已經滅絕的三種
- †Bathymodiolus heretaunga Saether, Little, Campbell, Marshall, Collins & Alfaro, 2010
- †Bathymodiolus inouei Amano & Jenkins, 2011
- †Bathymodiolus palmarensis Kiel, Campbell & Gaillard, 2010

還有一些種類氏重新被歸類在巨貽貝屬:
- 墨西哥灣深海巨貽貝 Gigantidas childressi Gustafson, Lutz, Turner & Vrijenhoek, 1998
- 茅利塔尼亞深海巨貽貝 Gigantidas mauritanicus Cosel, 2002
- 冷泉巨貽貝 Gigantidas platifrons Hashimoto & Okutani, 1994
- 臺灣深海貽巨貽貝 Gigantidas taiwanensis 又稱為臺灣深海巨殼菜蛤 Cosel, 2008
- 短深海巨貽貝 Gigantidas tangaroa Von Cossel & Marshall, 2003
  - 土耳其短巨深海貽貝 Bathymodiolus tangaroa tuerkayi Cosel & R. Janssen, 2008(亞種)

## 習性
不過牠們棲息的區域及深度有差異，位於西太平洋的日本、臺灣至菲律賓海域的熱泉貽貝有Bathymodiolus manusensis 和臺灣深海殼菜蛤2種，冷泉則有Bathymodiolus  hirtus、 墨西哥灣深海巨貽貝、茅利塔尼亞深海巨貽貝、Bathymodiolus securiformis和短深海巨貽貝共5種；在東太平洋與大西洋的熱泉貽貝有亞速克深海貽貝、 嗜熱偏頂深海貽貝、Bathymodiolus puteoserpentis、Bathymodiolus marisindicus 、Bathymodiolus septemdierum 和共5種，而冷泉則有Bathymodiolus septemdierum、Bathymodiolus heckerae與 Bathymodiolus boomerang共3種。另外，有3種非常特殊的 深海貽貝分別為日本深海貽貝、東日本深海貽貝和冷泉巨貽貝， 在西太平洋日本的深海冷泉與熱泉皆能發現牠們的蹤跡(Miyazaki 2010)。Kyuno (2009)對同時存在深海熱泉與冷泉的冷泉巨貽貝進行親緣關係分析，結果顯示族群間的遺傳結構沒有顯著差異，可知冷泉巨貽貝在不同的極端環境下仍有極高的基因交流存在。 
除了分布的區域不同之外，深海貽貝棲息的深度也有所不同，B. hirtus和B. securiformis 2種貽貝在 約600m處，其餘皆生活在1,000-3,500m的深海底。此外，B. azoricus與B. childressi這二種深海貽貝分布的範 圍廣，在500-2,300m之間，對不同深度的適應力較高，其餘貽貝棲息的深度變化則是在500m之內。 深海貽貝可不只生活在熱泉與冷泉，在鯨豚遺骸 和海底沉木上也能發現非常豐富的貽貝族群。這些骨 骸是鯨豚死亡後沉至海床上的硬基質，在60-100年之 內，骨骸被細菌分解會產生硫、鈣等營養物質，提供 養分給周遭的生物利用；同樣地，沉至深海的木頭也 能供養其他生物(Wolff 1979；Smith 1989)。 無垠的深海裡，深海貽貝的棲息受限於不連續的 特殊環境，隨著時間的演進，演化出各式各樣的深海貽貝。比較深海貽貝的親緣關係發現，生活在深海熱 泉和冷泉的貽貝，與海底沉木和鯨豚遺骸的深海貽貝 關係較近，與淺海貽貝的關係較遠。
由此結果推論， 深海貽貝的演化可能從淺海開始，慢慢地往深海邁 進，而播遷過程中，海底沉木與鯨豚骨骸就像是中繼站，藉此找到下一個合適的棲所(Distel 2000)。 臺灣的深海貽貝 臺灣島位於環西太平洋火山帶上，地理結構屬於 沖繩火山島弧(Okinawa arc)的一部分，目前僅有2處尚 有火山活動，為臺北的大屯火山群和宜蘭外海的龜山 島。著名的龜山島淺海熱泉分布於龜首東方的海面 下，密集的硫磺熱泉不停活動著，造成泉口附近的海 水混濁、能見度低，熱液噴口震耳欲聾的「跳動聲」， 彷彿宣告此處禁止通行。這裡除了有臺灣特有種「烏龜怪方蟹」(Xenograpsus testudinatus )之外，還有另1種 特有種「臺灣深海殼菜蛤」，這種特有種也是此處的 常見種。臺灣深海殼菜蛤分布在深度200-300m的範 圍內，這些熱泉貽貝外殼粗糙、顏色暗沉、殼前端狹 長橢圓、殼腹端至後端呈直線略往內凹，整體殼形呈狹長狀(Cosel 2008)。成熟個體比其他深海貽貝屬的深海貽貝小，體長為4-6cm。

## 資料來源
1. ↑  Kenk, V.C. & Wilson, B.R., 1985. A new mussel (Bivalvia: Mytilidae) from hydrothermal vents in the Galapagos Rift zone. Malacologia, 26 (1-2), 253-271.
2. ↑  . www.marinespecies.org.   [2023-09-04]. （原始内容存档于2023-03-25）.
3. ↑  https://www.tbri.gov.tw/Uploads/userfile/A15_1/2019-04-26_1627589737.pdf%5B%5D